# Sct. Jacobi Skole
 Ikke at forveksle med Sct. Jacobi Skole (gammel).
 For alternative betydninger, se Jacobi.
Sct. Jacobiskole og -Dagtilbud er en specialskole i Varde på Pramstedvej 10C. Specialskolen åbnede i september 2021. Skolen har blandt andet ansat en pædagogisk pedel til at inddrage eleverne i det praktiske arbejde omkring skolen.
Tidligere var kommunens specialtilbud på Tistrup skole og Lykkesgårdskolen.

## Historie
Tidligere var det en ny udgave af den gamle Sct. Jacobi Skole, der blev besluttet erstattet i 2004. Første spadestik til den nye folkeskole blev taget af borgmester Kaj Nielsen 7. april 2006 og skolen blev taget i brug medio 2007.
I 2016 besluttede byrådet i Varde Kommune, at skolen skulle lukke ved afslutningen på skoleåret i 2020/2021. Derefter ville Sct. Jacobi Skole og Brorsonskolen i Varde erstattes af den nye Frelloskolen med 1.000 elever. Sct. Jacobi Skole lukkede dog kun som folkeskole, eftersom byrådet besluttede at bruge de ellers så solide og moderne bygninger til specialskole. 